# Иглообразные
Иглообразные (лат. Syngnathiformes) — отряд лучепёрых рыб. Распространены в тропических и тёплых умеренных водах всех океанов.

## Описание
Рыло удлинённое, трубкообразное, с маленьким ртом (за исключением представителей рода Bulbonaricus, у которых рыло практически отсутствует). Брюшные плавники абдоминальные или отсутствуют. Верхняя челюсть не выдвижная. Обычно имеется слёзная кость, остальные кости вокруг глаз отсутствуют. Рёбер нет. Передние 3—6 позвонков удлинённые.

## Классификация
В составе отряда выделяют 3 подотряда с 8 семействами, 69 родами и 336 видами:
- Подотряд Syngnathoidei — Игловидные
  - Надсемейство Pegasoidea — Пегасоподобные
    - Семейство Pegasidae — Пегасовые

  - Надсемейство Syngnathoidea — Иглоподобные
    - Семейство Solenostomidae — Соленостомовые, или трубкорыловые[3]
      - Род Solenostomus Lacépède, 1803 — Трубкорылы

    - Семейство Syngnathidae — Игловые, или рыбы-иглы
- Подотряд Aulostomoidei
  - Надсемейство Aulostomoidea — Флейторылоподобные
    - Семейство Aulostomidae — Флейторыловые
    - Семейство Fistulariidae — Свистульковые

  - Надсемейство Centriscoidea — Кривохвосткоподобные
    - Семейство Macroramphosidae — Макрорамфозовые, или бекасовые
    - Семейство Centriscidae — Кривохвостковые, или ножебрюшковые
- Подотряд Dactylopteroidei
  - Семейство Dactylopteridae — Долгопёровые, или крылопёровые